# Puts Marie
Puts Marie est un groupe de rock indé originaire de Bienne en Suisse fondé en 2000.

## Description
Le groupe mêle rock progressif, pop, noise, jazz et hip hop,,.
Les musiciens sont Max Usata (chanteur), Nick Porsche (batterie), Igor Stepniewski (basse), Sirup Gagavil (guitare) et Beni06.

## Discographie

### Albums
- 2001 : Musique Chinoise (Muy Bienne Rekordz)
- 2003 : Is God A Dog? (Terra Firma)
- 2007 : Dandy Riot (Hazelwood Records)[2]
- 2015 : Masoch  I-II  (Yotanka, Two Gentlemen Records Lausanne), meilleur album IndieSuisse 2016[7]
- 2018 : Catching Bad Temper (Two Gentlemen Records, Yotanka)[8],[9]
- 2024 : Pigeons, politicians & pinups during the end time of mankind

### Singles et EP
- 2006 : Le drame du Pastis (Yagwud Studio)
- 2009 : After The Hangman Comes The Surgeon (Hazelwood  Records)
- 2013 : Masoch (10") (Two  Gentlemen Records)
- 2015 : Masoch  II  (Two Gentlemen Records)
- 2015 : Pornstar  / Horse Gone Far (Voodoo  Doughnut Recordings,USA)
- 2019 : Kiss Them Goodnight / A Boy Called Monkey
- 2020 : Love Boat 2 / Orientstrumental